# 费特凯恩站
费特凯恩站（英語：Fettercairn）是一個位於愛爾蘭都柏林费特凯恩的都柏林轻轨站，在2011年通車，作為红线往萨格特的延伸鐵路。
都柏林公車路線56A和210能到達此站。